# Districtul Bang Phli
Bang Phli (în thailandeză บางพลี) este un district (Amphoe) din provincia Samut Prakan, Thailanda, cu o populație de 212.516 locuitori și o suprafață de 260 km².

## Componență
Districtul este subdivizat în 6 subdistricte (tambon), care sunt subdivizate în 83 de sate (muban).
| Nr. | Nume          | În thailandeză | Sate | Locuitori |
| --- | ------------- | -------------- | ---- | --------- |
| 1.  | Bang Phli Yai | บางพลีใหญ่       | 23   | 72,797    |
| 2.  | Bang Kaeo     | บางแก้ว         | 16   | 43,056    |
| 3.  | Bang Pla      | บางปลา         | 15   | 31,816    |
| 4.  | Bang Chalong  | บางโฉลง        | 11   | 36,891    |
| 8.  | Racha Thewa   | ราชาเทวะ       | 15   | 25,489    |
| 9.  | Nong Prue     | หนองปรือ        | 03   | 02,467    |